# 신명! 우리가락속으로
신명! 우리가락속으로는 JTV MAGIC FM에서 매주 일요일 오전 11시에 고은현씨가 진행하는 전북 전지역에 송출되는 프로그램이다.
| JTV MAGIC FM 일요일 프로그램  |                      |                   |
| 이전                          | 신명! 우리가락속으로 | 다음              |
| 아름다운 이 아침 김창완입니다 | 신명! 우리가락속으로 | 최화정의 파워타임 |
| 오전 9시 ~ 오전 11시          | 오전 11시 ~ 낮 12시  | 낮 12시 ~ 낮 2시  |
|                               |                      |                   |